# Tirreno-Adriatico 1975
Tirreno-Adriatico 1975 est la 10e édition de la course cycliste par étapes italienne Tirreno-Adriatico. L’épreuve se déroule sur cinq étapes, entre le 12 et le 16 mars 1975, sur un parcours final de 816 km.
Le vainqueur de la course pour la quatrième année consécutive est le Belge Roger De Vlaeminck (Brooklyn).

## Classements des étapes
| Étape | Date    | Villes étapes                         | km    | Vainqueur d’étape                           | Leader du classement général |
| ----- | ------- | ------------------------------------- | ----- | ------------------------------------------- | ---------------------------- |
| 1     | 12 mars | Santa Marinella - Fiuggi Alta         | 195,0 | Walter Planckaert (BEL)                     | Walter Planckaert (BEL)      |
| 2a A  | 13 mars | Frosinone - Frascati                  | 95,0  | Roger De Vlaeminck (BEL)                    | Walter Planckaert (BEL)      |
| 2a B  | 13 mars | Frascati - Monte Livata               | 84,0  | Italo Zilioli (ITA)                         | Italo Zilioli (ITA)          |
| 3     | 14 mars | Subiaco - Tortoreto                   | 237,0 | Patrick Sercu (BEL)                         | Italo Zilioli (ITA)          |
| 4     | 15 mars | Tortoreto - Civitanova Marche         | 187,0 | Roger De Vlaeminck (BEL)                    | Wladimiro Panizza (ITA)      |
| 5     | 16 mars | S.B del Tronto - S.B del Tronto (clm) | 18,0  | Roger De Vlaeminck (BEL) Knut Knudsen (NOR) | Roger De Vlaeminck (BEL)     |

## Classement général
|    | Cycliste           | Pays     | Équipe         | Temps            |
| -- | ------------------ | -------- | -------------- | ---------------- |
| 1  | Roger De Vlaeminck | Belgique | Brooklyn       | 21 h 34 min 38 s |
| 2  | Knut Knudsen       | Norvège  | Jolly Ceramica | + 19 s           |
| 3  | Wladimiro Panizza  | Italie   | Brooklyn       | + 48 s           |
| 4  | Francesco Moser    | Italie   | Filotex        | + 1 min 01 s     |
| 5  | Felice Gimondi     | Italie   | Bianchi        | + 1 min 09 s     |
| 6  | Frans Verbeeck     | Belgique | Maes-Watney    | + 1 min 15 s     |
| 7  | Giancarlo Polidori | Italie   | Furzi-F.T.     | + 1 min 34 s     |
| 8  | Enrico Paolini     | Italie   | Scic           | + 2 min 08 s     |
| 9  | Hennie Kuiper      | Pays-Bas | Frisol         | + 2 min 11 s     |
| 10 | Alfredo Chinetti   | Italie   | Furzi-F.T.     | + 2 min 15 s     |